# Югамаш
Югамаш (баш. Йөгәмеш) — село в Янаульском районе Республики Башкортостан Российской Федерации. Входит в состав Ямадинского сельсовета.

## География

### Географическое положение
Расстояние до:
- районного центра (Янаул): 37 км,
- центра сельсовета (Ямады): 5 км,
- ближайшей ж/д станции (Янаул): 37 км.

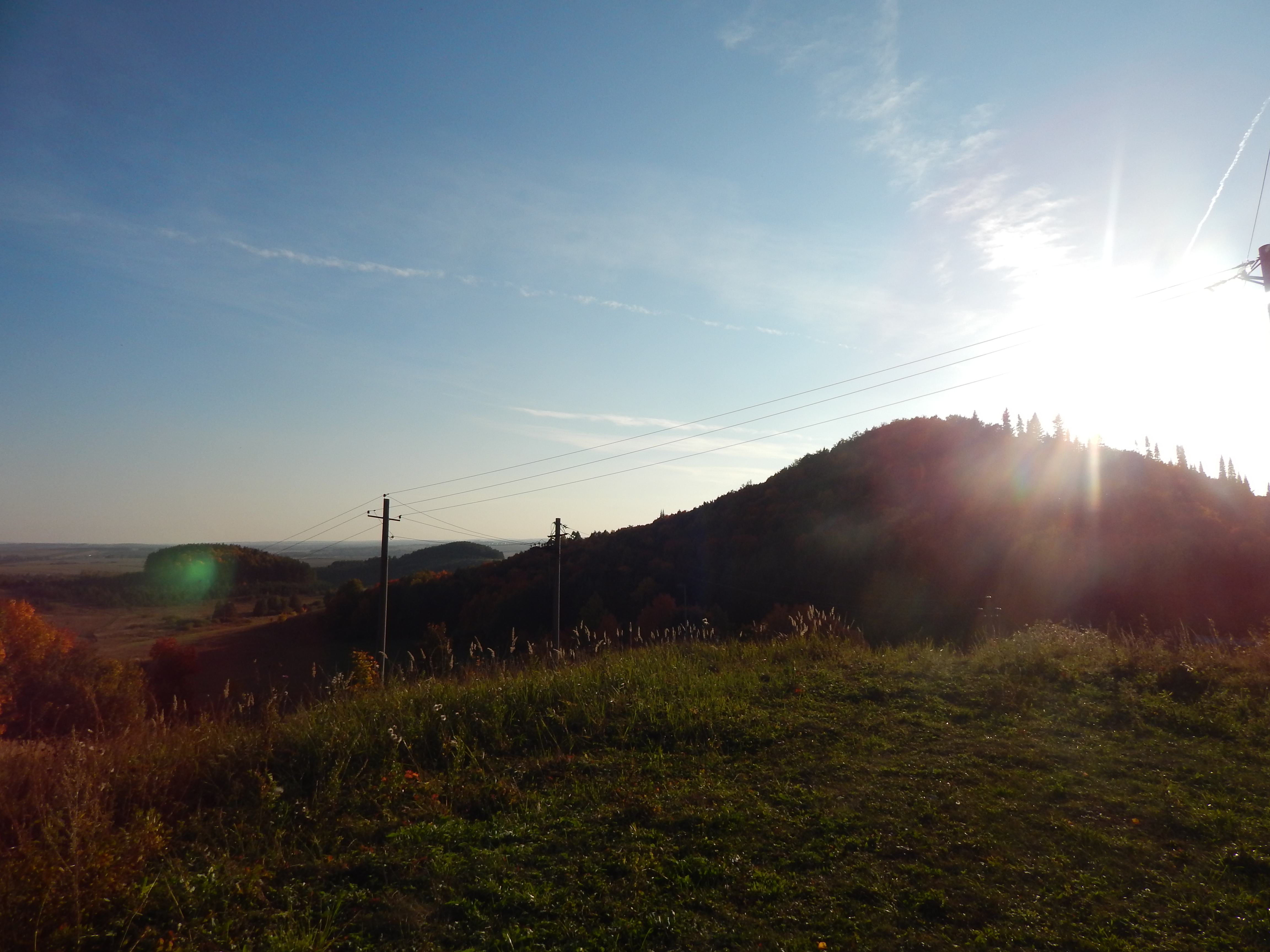
Югамаштау

## История
Деревня основана в конце XVIII века башкирами Урман-Гарейской волости Бирского уезда, в 1795 году насчитывалось 80 человек в 20 дворах. В 1816 году деревня уже с мечетью насчитывала 169 человек в 26 дворах. VIII ревизия 1834 года взяла на учет 284 человека при 40 дворах, в 8 из которых жили двоеженцы. Имелась мельница.
В 1842 году было засеяно 720 пудов озимого и 760 пудов ярового хлеба. Жителям принадлежало 129 лошадей, 147 коров, 160 овец, 155 коз, пчеловоды имели 480 ульев и 530 бортей. IX ревизия 1850 года показала 371 человека в 53 дворах.
В 1870 году — деревня Югомашева 2-го стана Бирского уезда Уфимской губернии, 80 дворов и 497 жителей (257 мужчин и 240 женщин). Имелись мечеть, училище, 2 водяные мельницы.
В 1896 году в деревне Югомаш Кызылъяровской волости VII стана Бирского уезда — 147 дворов, 776 жителей (408 мужчин, 368 женщин), мечеть, хлебозапасный магазин, 2 торговые лавки.
По данным переписи 1897 года в деревне проживал 771 житель (388 мужчин и 383 женщины), из них 763 были магометанами.
В 1906 году — 914 жителей, мечеть, 4 бакалейные лавки, 2 водяные мельницы.
В 1915 году по рассказам старожилов до 1500 душ, пчелиная пасека на несколько сотен ульев, поле- урожай с которого возили в Петербург, 12 километровый пруд с 2-мя мельницами и т.д.
В 1920 году по официальным данным в деревне той же волости был 212 дворов и 1029 жителей (508 мужчин, 521 женщина) с преобладанием башкир. В 1926 году деревня относилось к Бирскому кантону Башкирской АССР.
До 1945 года деревня была центром Югамашевского сельсовета, куда входила и деревня Ямады.
В 1939 году население деревни составляло 840 жителей, в 1959 году — 835.
В 1982 году население — около 530 человек.
В 1989 году — 425 человек (191 мужчина, 234 женщины).
В 2002 году — 393 человека (182 мужчины, 211 женщин), башкиры (93 %).
В 2010 году — 273 человека (138 мужчин, 135 женщин).

## Население
| 2002 | 2009 | 2010 |
| ---- | ---- | ---- |
| 393  | ↗395 | ↘273 |